# Anton Träg
Anton Träg (11. června 1819, Schwechat- 7. července 1860, Vídeň) byl rakouský violoncellista a skladatel.

## Život
Anton Träg studoval u Josepha Merka v letech 1834 až 1841 na konzervatoři Společnosti přátel hudby ve Vídni. Poté odešel do Prahy a od února 1845 do května 1852 učil na tamní konzervatoři.  Vystupoval jako sólista a byl také členem smyčcového kvarteta. Od roku 1851 působil ve Vídeňské dvorní opeře (Vídeňská filharmonie). 
Anton Träg zemřel v roce 1860 v 9. vídeňském okrese Alsergrund na tuberkulózu.

## Skladby
- Skladby pro violoncello (Romanza, Rondo brillante, Notturno „Der Traum“)
- Concertino s orchestrem